# Digital Theater Systems High Definition
Digital Theater Systems High Definition (kurz DTS-HD) ist eine Weiterentwicklung des DTS-Mehrkanal-Tonsystems, welches insbesondere für den Einsatz bei HDTV, Blu-rays und HD DVDs konzipiert wurde. Es besteht aus dem verlustfreien DTS-HD Master Audio und dem verlustbehafteten DTS-HD High Resolution Audio welche je nach Anforderung alternativ eingesetzt werden können.

## DTS-HD Master Audio
DTS-HD Master Audio erlaubt durch die hohe Abtastrate und Auflösung sowie die verlustfreie Kompression eine bitidentische Rekonstruktion des Studio-Masters. Bei bisherigen Blu-ray Discs hat DTS-HD Master Audio die mit Abstand größte Verbreitung aller unterstützten Audioformate. Ein vergleichbares Konkurrenzformat ist Dolby TrueHD.

### Spezifikation
- Datenrate: Variable Datenrate bis zu 24,5 Mbit/s auf Blu-Ray Disc und 18 Mbit/s auf HD-DVD[1]
- Kanäle: bis zu 7.1 bei 96 kHz/24 Bit oder 2.0 bei 192 kHz/24 Bit[2]
- Abtastrate: bis zu 192 kHz
- Auflösung:  bis zu 24 Bit

## DTS-HD High Resolution Audio
DTS-HD High Resolution Audio komprimiert verlustbehaftet und bietet sich daher in den Fällen an, in denen die Verwendung von DTS-HD Master Audio aus Kapazitätsgründen nicht möglich oder sinnvoll ist. Ein vergleichbares Konkurrenzformat ist Dolby Digital Plus.

### Spezifikation
- Datenrate: konstante Datenrate zwischen 1,5 Mbit/s und 6 Mbit/s bei Blu-Ray Disc und 1,5 Mbit/s bis 3 Mbit/s bei HD-DVD[3]
- Kanäle: bis zu 7.1
- Abtastrate: bis zu 96 kHz

## Ausgabe
DTS-HD-Ton kann, nach dem Decodieren, analog über alle gängigen Ausgänge ausgegeben werden. Je Kanal wird dann ein Kabel benötigt. Digital kann DTS-HD unverändert nur über HDMI übertragen werden. Zur Übertragung als Bitstream ist zum einen ein Wiedergabegerät erforderlich, welches DTS-HD Master als Bitstream ausgeben kann, zum anderen ein AV-Receiver, dessen Decoder dieses Tonformat dekodieren kann. Beide Geräte müssen über eine HDMI-1.3a-Schnittstelle verfügen. Die Übertragung von DTS-HD-Ton via Audio Return Channel ist nicht möglich.
Alternativ kann DTS-HD auch bereits im Wiedergabegerät dekodiert und anschließend als Multichannel-PCM an den AV-Receiver übertragen werden. Dies ist spezifikationsgemäß auch bereits mit HDMI 1.1 und 1.2 möglich, allerdings unterstützt nicht jeder AV-Receiver mit HDMI-Eingang die Verarbeitung von mehrkanaligen PCM-Signalen. Da es technisch egal ist, ob die Dekodierung im Wiedergabegerät oder im AV-Receiver erfolgt, ist die Nutzung von DTS-HD Master auch ohne Bitstream-Übertragung möglich.
Die PlayStation 3 von Sony unterstützt seit der Firmware-Version 2.30 die interne Dekodierung von DTS-HD Master und Ausgabe via HDMI als unkomprimiertes Multichannel-PCM-Signal. Dies ermöglicht somit AV-Receivern, die zwar keinen Decoder für DTS-HD Master besitzen, die aber bis zu 8-kanalige Multichannel-PCM-Signale entgegennehmen können, DTS-HD Master uneingeschränkt wiederzugeben.
Über optischen oder koaxialen S/PDIF-Anschluss wird von der PS3 oder anderen Playern der DTS Core, d. h. ein normaler DTS-Track wie auf DVDs, mit ~ 1,5 Mbps ausgegeben.
FFmpeg enthält einen DTS-HD Decoder.